# Скины: Русь пробуждается
«Скины: Русь пробуждается» — роман московского праворадикального активиста Романа Нифонтова (1978—2009). Опубликован под псевдонимом Дмитрий Нестеров в издательстве «Ультра.Культура» в 2003 году. Повествует о группе скинхедов-неонацистов, которые с помощью насилия и убийств решают в Москве «национальный вопрос». Сюжет основан на личном опыте автора, состоявшего во второй половине 1990-х в группировке «Скинс-легион» Максима Базылева. Книга пользовалась популярностью, в частности в неонацистской среде. В 2012 году внесена в Федеральный список экстремистских материалов.
Роман «Скины: Русь пробуждается» вышел в «Ультра.Культуре» по инициативе главы издательства Ильи Кормильцева, который считал, что следует «дать слово всем несогласным», невзирая на взгляды, и видел в книге коммерческий потенциал. Её редактором выступил левый активист Алексей Цветков, для которого эта работа стала, по его собственным словам, «тошнотворным компромиссом». Цветков сократил текст на треть, удалив «самые оголтелые сцены, самую дикую пропаганду» и пространные заимствования из «Майн кампф». Расчёт Кормильцева на читательский спрос оправдался, «Скины» выдержали не одно издание.
Не осталась незамеченной книга и в критическом сообществе. Дмитрий Быков похвалил талантливого, на его взгляд, автора, которому удалось создать мощный «физиологичный» роман. Натурализм и сентиментальность отдельных сцен, по мнению Быкова, «не хуже, чем у Лимонова». Положительно отозвался о манере письма Нестерова и Михаил Трофименков, который воспринял «Скинов» как неприукрашенный документ эпохи — свидетельство рядового «участника латентной гражданской войны» на улицах лужковской Москвы. Похожую оценку дал и Евгений Лесин, отметивший, что книга родилась внутри сообщества бритоголовых и крайне актуальна для России: «Очень хороший роман. И правильно, что про скинов. Нам с ними ещё жить. Целый век».